# Liste des batailles de la guerre de Sécession

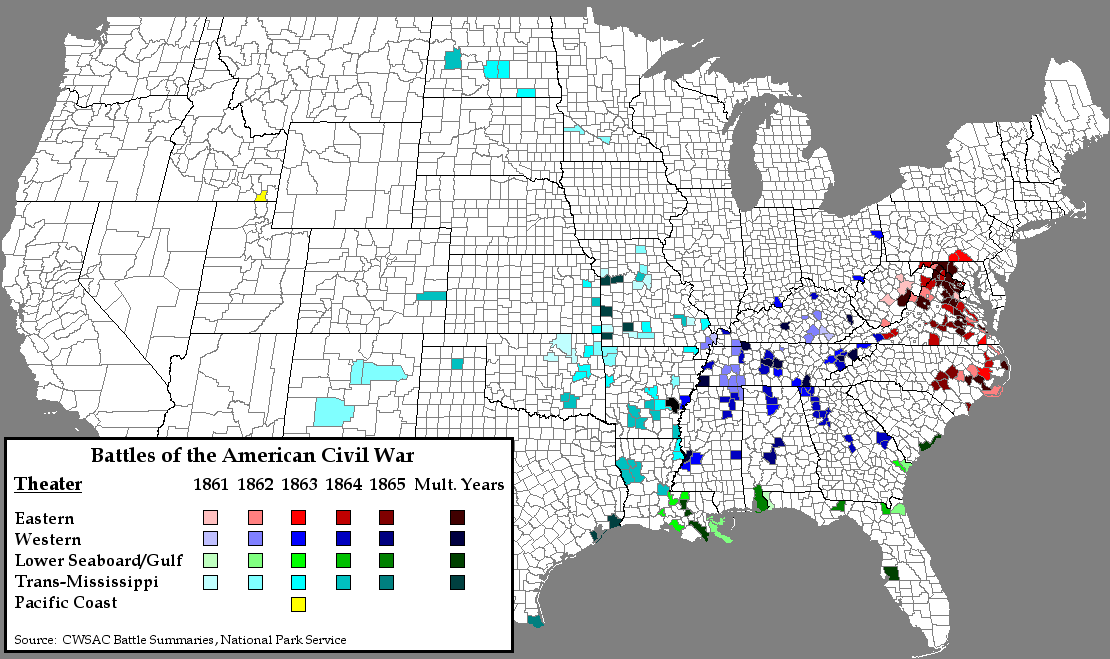
Théâtre des opérations

Cette liste des batailles de la guerre de Sécession répertorie les 391 principales batailles ayant opposés les États confédérés aux États de l'Union durant la guerre de Sécession. Ces 391 batailles sont considérées par le National Park Service comme étant les plus importantes du conflit, sur un nombre total d'affrontements estimé à plus ou moins 10 000. Le classement s'effectue premièrement par ordre chronologique puis par État américain.

## Légende
- Victoire des unionistes sur les confédérés :
- Victoire des confédérés sur les unionistes :
- Résultat indécis :
- Victoire des unionistes sur les amérindiens :
- Victoire des confédérés sur les amérindiens :
- Victoire des amérindiens sur les confédérés :

## Principales batailles terrestres
Le tableau ci-dessous présente les dix batailles terrestres les plus couteuses en hommes. Les pertes englobent les morts, blessés, capturés et disparus. Le U correspond aux pertes de l'Union, le C aux pertes confédérées.
| Bataille (État)                         | Période                            | Commandant confédéré                                        | Commandant de l'Union    | Forces confédérées | Forces de l'Union | Vainqueur  | Pertes                        |
| --------------------------------------- | ---------------------------------- | ----------------------------------------------------------- | ------------------------ | ------------------ | ----------------- | ---------- | ----------------------------- |
| Bataille de Gettysburg (Pennsylvanie)   | 1er au 3 juillet 1863              | Robert E. Lee                                               | George G. Meade          | 75 000             | 82 289            | Union      | 51 112 U : 23 049, C : 28 063 |
| Bataille de Chickamauga (Géorgie)       | 19 au 20 septembre 1863            | Braxton Bragg                                               | William Starke Rosecrans | 66,326             | 58,222            | Confédérés | 34,624 U : 16,170, C : 18,454 |
| Bataille de Chancellorsville (Virginie) | 1er au 4 mai 1863                  | Robert E. Lee                                               | Joseph Hooker            | 60,892             | 133,868           | Confédérés | 30,099 U : 17,278, C : 12,821 |
| Bataille de Spotsylvania (Virginie)     | 9 au 12 mai 1864                   | Robert E. Lee                                               | Ulysses S. Grant         | 50,000             | 83,000            | Indécis    | 27,399 U : 18,399, C : 9,000  |
| Bataille d'Antietam (Maryland)          | 17 septembre 1862                  | Robert E. Lee                                               | George B. McClellan      | 51,844             | 75,316            | Indécis    | 23,134 U : 12,410, C : 10,724 |
| Bataille de la Wilderness (Virginie)    | 5 au 6 mai 1864                    | Robert E. Lee                                               | Ulysses S. Grant         | 61,025             | 101,895           | Indécis    | 25,416 U : 17,666, C : 7,750  |
| Seconde bataille de Bull Run (Virginie) | 28 au 30 août 1862                 | Robert E. Lee                                               | John Pope                | 48,527             | 75,696            | Confédérés | 25,251 U : 16,054, C : 9,197  |
| Bataille de Stones River (Tennessee)    | 31 décembre 1862 au 2 janvier 1863 | Braxton Bragg                                               | William S. Rosecrans     | 37,739             | 41,400            | Union      | 24,645 U : 12,906, C : 11,739 |
| Bataille de Shiloh (Tennessee)          | 6 au 7 avril 1862                  | Albert Sidney Johnston Pierre Gustave Toutant de Beauregard | Ulysses S. Grant         | 40,335             | 62,682            | Union      | 23,741 U : 13,047, C : 10,694 |
| Bataille de Fort Donelson (Tennessee)   | 12 au 16 février 1862              | John Buchanan Floyd Simon B. Buckner                        | Ulysses S. Grant         | 21,000             | 27,000            | Union      | 19,455 U : 2,832, C : 16,623  |

## Classement par ordre chronologique

### 1861
- Première bataille de Fort Sumter (12 avril).
- Bataille de Sewell's Point (18 - 19 mai)[note 1].
- Bataille d'Aquia Creek (29 mai - 1er juin)[note 1].
- Première bataille de Fairfax Court House (1er juin).
- Bataille de Philippi Races (3 juin)[note 2].
- Bataille de Big Bethel (10 juin)[note 1].
- Bataille de Boonville (17 juin).
- Bataille de Cole Camp (19 juin).
- Bataille de Hoke's Run (2 juillet).
- Bataille de Carthage (5 juillet).
- Bataille de Rich Mountain (11 juillet)[note 2].
- Bataille de Corrick's Ford (13 juillet)[note 2].
- Bataille de Blackburn's Ford (18 juillet).
- Première bataille de Bull Run (21 juillet)
- Première bataille de Mesilla (25 juillet)
- Bataille de Tubac (début août)
- Bataille d'Athens (5 août).
- Bataille de Wilson's Creek (10 août).
- Bataille de Cookes Canyon (mi-août)
- Bataille des Florida Mountains (mi-août)
- Bataille de Kessler's Cross Lanes (26 août)[note 2].
- Bataille des Hatteras Inlet Batteries (28 - 29 août).
- Bataille de Dry Wood Creek (2 septembre).
- Bataille de Gallinas (2 septembre).
- Bataille de Placito (8 septembre).
- Bataille de Carnifex Ferry (10 septembre)[note 2].
- Bataille de Lewinsville (11 septembre)
- Bataille de Cheat Mountain (12 - 15 septembre)[note 2].
- Première bataille de Lexington (13 - 20 septembre).
- Bataille de Liberty (17 septembre).
- Bataille de Barbourville (19 septembre)[note 3].
- Bataille de Canada Alamosa (24 - 25 septembre).
- Bataille de Pinos Altos (27 septembre).
- Bataille de Greenbrier River (3 octobre)[note 2].
- Bataille de Santa Rosa Island (9 octobre).
- Bataille de Bolivar Heights (16 octobre).
- Bataille de Fredericktown (17 - 21 octobre).
- Bataille de Ball's Bluff (21 octobre)[note 4].
- Bataille de Camp Wild Cat (21 octobre)[note 3].
- Expédition de la Big Sandy (23 octobre - 9 novembre)[note 3].
- Première bataille de Springfield (25 octobre).
- Bataille de Port Royal Sound (5 - 7 novembre).
- Bataille de Belmont (7 novembre).
- Bataille de Round Mountain (19 novembre)[note 5],[note 6].
- Bataille de Chusto-Talasah (9 décembre)[note 5],[note 6].
- Bataille de Camp Alleghany (13 décembre)[note 2].
- Bataille de Rowlett's Station (17 décembre)[note 3].
- Bataille de Dranesville (20 décembre)[note 4].
- Bataille de Chustenahlah (26 décembre)[note 5],[note 6].
- Bataille de Mount Zion Church (28 décembre).

### 1862
- Bataille de Cockpit Point (3 janvier).
- Bataille de Hancock (5 - 6 janvier).
- Bataille de Roan's Tan Yard (8 janvier).
- Bataille de Middle Creek (10 janvier).
- Bataille de Mill Springs (19 janvier).
- Bataille de Fort Henry (6 février).
- Bataille de Roanoke Island (7 - 8 février)[note 7].
- Bataille d'Elizabeth City (10 février)[note 7].
- Bataille de Fort Donelson (12 - 16 février).
- Bataille de Valverde (20 - 21 février)[note 8].
- Bataille de Pea Ridge (7 mars).
- Combat de Hampton Roads (9 mars).
- Bataille de New Bern (14 mars)[note 7].
- Première bataille de Kernstown (23 mars)[note 9].
- Bataille de Glorieta (26 - 28 mars)[note 8].
- Bataille de Stanwix Station (30 mars).
- Bataille de Shiloh (6 - 7 avril).
- Bataille d'Island Number Ten (28 février - 8 avril).
- Bataille d'Albuquerque (8 avril - 9 avril)[note 8].
- Bataille de Ft. Pulaski (11 avril).
- Raid d'Andrews (12 avril).
- Bataille de Peralta (15 avril)[note 8].
- Bataille de Picacho Pass (15 avril).
- Bataille de South Mills (19 avril)[note 7].
- Bataille de Fort Macon (23 mars - 26 avril)[note 7].
- Bataille de La Nouvelle-Orléans (25 avril - 1er mai).
- Bataille de Yorktown (5 avril - 4 mai)[note 10].
- Bataille de Williamsburg (5 mai)[note 10].
- Bataille de Lebanon (5 mai).
- Première bataille de Dragoon Springs (5 mai).
- Bataille de Eltham's Landing (7 mai)[note 10].
- Bataille de McDowell (8 - 9 mai)[note 9].
- Seconde bataille de Dragoon Springs (9 mai)
- Bataille de Drewry's Bluff (15 mai)[note 10].
- Bataille de Princeton Court House (15 - 17 mai).
- Bataille de Whitney's Lane (19 mai).
- Bataille de Tucson (20 mai).
- Bataille de Front Royal (23 mai)[note 9].
- Première bataille de Winchester (25 mai)[note 9].
- Bataille de Hanover Court House (27 mai)[note 10].
- Siège de Corinth (29 avril - 30 mai).
- Bataille de Seven Pines (31 mai)[note 10].
- Bataille de Tranter's Creek (5 juin)[note 7].
- Première bataille de Memphis (6 juin).
- Bataille de Good's Farm (6 juin).
- Première bataille de Chattanooga (7 - 8 juin).
- Bataille de Cross Keys (8 juin)[note 9].
- Bataille de Port Republic (9 juin)[note 9].
- Bataille de Secessionville (16 juin).
- Bataille de Saint Charles (17 juin).
- Bataille de Cumberland Gap (18 juin).
- Bataille d'Oak Grove (25 juin)[note 11].
- Bataille de Beaver Dam Creek (26 juin)[note 11].
- Bataille de Gaines's Mill (27 juin)[note 11].
- Bataille de Garnett's & Golding's Farm (27 - 28 juin).
- Bataille de Savage's Station (29 juin).
- Bataille de White Oak Swamp (30 juin).
- Bataille de Glendale (30 juin)[note 11].
- Bataille de Tampa (30 juin - 1er juillet).
- Bataille de Malvern Hill (1er juillet)[note 11].
- Seconde bataille de Mesilla (1er juillet).
- Bataille de Hill's Plantation (7 juillet).
- Première bataille de Murfreesboro (13 juillet).
- Bataille d'Apache Pass (15 - 16 juillet).
- Raid de Newburgh (18 juillet).
- Bataille de Bâton Rouge (5 août).
- Bataille de Kirksville (6 - 9 août).
- Bataille de Cedar Mountain (9 août)[note 12].
- Première bataille d'Independence (11 août).
- Bataille de Lone Jack (15 - 16 août).
- Bataille de Fort Ridgely (21 - 22 août).
- Première bataille de Rappahannock Station (22 - 25 août)[note 12].
- Bataille de Bull Run Bridge (25 - 27 août)[note 12].
- Bataille de Thoroughfare Gap (28 août)[note 12].
- Seconde bataille de Bull Run (30 août)[note 12].
- Bataille de Richmond (30 août).
- Bataille de Chantilly (1er septembre)[note 12].
- Bataille de South Mountain (14 septembre)[note 13].
- Bataille de Harpers Ferry (12 - 15 septembre)[note 13].
- Bataille d'Antietam (17 septembre)[note 13].
- Bataille de Munfordville (17 - 18 septembre).
- Bataille d'Iuka (19 septembre).
- Bataille de Shepherdstown (19 - 20 septembre)[note 13].
- Bataille de Wood Lake (23 septembre).
- Première bataille de Sabine Pass (24 septembre - 25 septembre).
- Première bataille de Newtonia (30 septembre).
- Bataille de St. Johns Bluff (1er - 3 octobre.
- Seconde bataille de Corinth (3 - 4 octobre).
- Bataille de Hatchie's Bridge (5 octobre).
- Bataille de Perryville (8 octobre).
- Bataille d'Old Fort Wayne (22 octobre)[note 14].
- Bataille de Georgia Landing (27 octobre).
- Bataille de Clark's Mill (7 novembre).
- Bataille de Cane Hill (28 novembre).
- Bataille de Coffeeville (5 décembre)[note 15].
- Bataille de Prairie Grove (7 décembre).
- Bataille de Hartsville (7 décembre).
- Bataille de Fredericksburg (13 décembre)[note 16].
- Bataille de Kinston (14 décembre).
- Bataille de White Hall (16 décembre).
- Bataille de Goldsboro Bridge (17 décembre).
- Bataille de Jackson (19 décembre).
- Bataille de Chickasaw Bayou (26 - 29 décembre)[note 15].
- Bataille de Parker's Cross Roads (31 décembre).
- Bataille de la Stones River (31 décembre - 2 janvier).

### 1863
- Seconde bataille de Galveston (1er janvier).
- Seconde bataille de Springfield (8 janvier).
- Bataille de l'Arkansas Post (9 janvier)[note 15].
- Bataille de Hartville (9 - 11 janvier).
- Première bataille de Fort McAllister (27 janvier - 3 mars).
- Massacre de Bear River (29 janvier).
- Bataille de Dover (3 février)[note 17].
- Bataille de Thompson's Station (5 mars)[note 17].
- Bataille de Fort Anderson (13 - 15 mars).
- Bataille de Kelly's Ford (17 mars).
- Bataille de Vaught's Hill (20 mars)[note 17].
- Bataille de Brentwood (25 mars)[note 17].
- Bataille de Washington (30 mars - 20 avril).
- Bataille de Somerset (31 mars).
- Première bataille de Franklin (10 avril)[note 17].
- Bataille de Suffolk (11 avril - 4 mai).
- Bataille de Fort Bisland (13 avril).
- Raid de Stoneman (13 avril - 7 mai)[note 18].
- Bataille d'Irish Bend (14 avril).
- Raid de Grierson (17 avril - 2 mai)[note 19].
- Bataille de Cape Girardeau (26 avril).
- Bataille de Grand Gulf (29 avril)[note 15].
- Bataille de Snyder's Bluff (29 avril)[note 15].
- Bataille de Day's Gap (30 avril).
- Bataille de Port Gibson (1er mai)[note 15].
- Bataille de Chalk Bluff (1er - 2 mai).
- Bataille de Chancellorsville (2 mai)[note 18].
- Seconde bataille de Fredericksburg (3 mai)[note 18].
- Bataille de Salem Church (3 mai)[note 18].
- Bataille de Raymond (12 mai)[note 15].
- Bataille de Jackson (14 mai)[note 15].
- Siège de Vicksburg (14 mai - 4 juillet)[note 15].
- Bataille de Champion's Hill (16 mai)[note 15].
- Bataille de Big Black River Bridge (17 mai)[note 15].
- Bataille de La Paz (1863) (20 mai).
- Bataille de Plains Store (21 mai).
- Bataille de Franklin's Crossing (5 - 6 juin)[note 20].
- Expédition de Jackson (5 - 25 juin)[note 15].
- Bataille de Milliken's Bend (7 juin)[note 15].
- Bataille de Young's Point (7 juin)[note 15].
- Bataille de Brandy Station (9 juin)[note 20].
- Bataille de Lake Providence (9 juin)[note 15].
- Seconde bataille de Winchester (13 - 15 juin)[note 20].
- Bataille d'Aldie (17 juin)[note 20].
- Bataille de Middleburg (17 - 19 juin)[note 20].
- Bataille de fort Fizzle (17 juin).
- Bataille d'Upperville (21 juin)[note 20].
- Bataille de Hoover's Gap (24 - 26 juin)[note 17].
- Seconde bataille de Fairfax Court House (27 juin)[note 20].
- Bataille de Goodrich's Landing (29 - 30 juin)[note 15].
- Bataille de Hanover (30 juin)[note 20].
- Bataille de Gettysburg (1er - 3 juillet)[note 20].
- Bataille de Carlisle (1er juillet)[note 20].
- Bataille de Cabin Creek (en) (1er-2 juillet)[note 6].
- Bataille d'Hunterstown (2 juillet)[note 20].
- Bataille de Fairfield (3 juillet)[note 20].
- Bataille de Vicksburg (4 juillet)[note 15].
- Bataille d'Helena (4 juillet)[note 15].
- Bataille de Monterey Pass (4 - 5 juillet)[note 20].
- Bataille de Tebbs Bend (4 juillet)[note 21].
- Bataille de Lebanon (5 juillet)[note 21].
- Bataille de Boonsboro (8 juillet).
- Siège de Port Hudson (21 mai - 9 juillet).
- Bataille de Corydon (9 juillet)[note 21].
- Bataille de Fort Wagner (11 juillet).
- Bataille de Williamsport (6 - 16 juillet)[note 20].
- Bataille de Boonsboro (8 juillet)[note 20].
- Bataille de Funkstown (10 juillet)[note 20].
- Bataille de Honey Springs (17 juillet)[note 6].
- Bataille de Fort Wagner, Morris Island (18 juillet).
- Deuxième bataille de Charleston Harbor (18-7 septembre).
- Bataille de Buffington Island (19 juillet)[note 20].
- Bataille de Manassas Gap (23 juillet)[note 20].
- Bataille de Big Mound (24 - 25 juillet)[note 22].
- Bataille de Dead Buffalo Lake (26 juillet)[note 22]
- Bataille de Salineville (26 juillet)[note 21].
- Bataille de Stony Lake (28 juillet)[note 22].
- Bataille de West Point (14 août)[note 23].
- Seconde bataille de Fort Sumter (17 août - 9 septembre).
- Seconde bataille de Chattanooga (21 août)[note 24].
- Bataille de Lawrence (23 août).
- Bataille de Perryville (23 août)[note 6].
- Bataille de Brownsville (25 août)[note 23].
- Bataille de Reed's Bridge (27 août)[note 23].
- Bataille de Devil's Backbone (1er septembre)[note 6].
- Bataille de Whitestone Hill (3 - 5 septembre)[note 22].
- Bataille d'Ashley's Mills (7 septembre)[note 23].
- Bataille de Cumberland Gap (1863) (7-9 septembre)[note 25].
- Seconde bataille de Sabine Pass (8 septembre).
- Bataille de Bayou Fourche (10 septembre)[note 23].
- Bataille de Davis' Cross Roads (10 - 11 septembre)[note 24].
- Bataille de Culpeper Court House (13 septembre).
- Bataille de Chickamauga (19 septembre)[note 24].
- Bataille de Blountsville (22 septembre)[note 25].
- Bataille de la Plantation Stirling (29 septembre)
- Bataille de Baxter Springs (6 octobre).
- Bataille de Blue Springs (10 octobre)[note 25].
- Première bataille de Collierville (11 octobre).
- Première bataille d'Auburn (13 octobre)[note 26].
- Seconde bataille d'Auburn (14 octobre)[note 26].
- Bataille de Bristoe Station (14 octobre)[note 26].
- Bataille de Buckland Mills (19 octobre)[note 26].
- Bataille de Pine Bluff (25 octobre)[note 23].
- Bataille de Wauhatchie (28 - 29 octobre)[note 27].
- Bataille de Brownsville (2 novembre 1863 - 6 novembre
- Bataille de Bayou Bourbeux (3 novembre)
- Deuxième bataille de Collierville (3 novembre).
- Bataille de Droop Mountain (5 novembre).
- Seconde bataille de Rappahannock Station (7 novembre)[note 26].
- Bataille de Campbell's Station (16 novembre)[note 25].
- Bataille de Mustang Island (17 novembre)
- Troisième bataille de Chattanooga (23 - 25 novembre)[note 27].
- Bataille de Lookout Mountain (24 novembre)[note 27].
- Bataille de Missionary Ridge (25 novembre)[note 27].
- Bataille de Ringgold Gap (27 novembre).
- Bataille de fort Esperanza (27-30 novembre)
- Bataille de Fort Sanders (29 novembre)[note 25].
- Bataille de Mine Run (27 novembre - 2 décembre)[note 28].
- Bataille de Bean's Station (14 décembre)[note 25].
- Bataille de Mossy Creek (29 décembre).

### 1864
- Bataille de Dandridge (17 janvier).
- Bataille d'Athens (26 janvier).
- Bataille de Fair Garden (27 janvier).
- Bataille de Morton's Ford (6 - 7 février).
- Bataille de Middle Boggy Depot (13 février)[note 6].
- Bataille de Meridian (14 - 20 février).
- Bataille d'Olustee (20 février).
- Bataille de Fort De Russy (14 mars)[note 29].
- Bataille de Paducah (25 mars)[note 30].
- Bataille de Mount Elba (30 mars[note 31].
- Bataille d'Elkin's Ferry (3 - 4 avril)[note 31].
- Bataille de Mansfield (8 avril)[note 29].
- Bataille de Pleasant Hill (9 avril)[note 29].
- Bataille de Prairie d'Ane (9 - 13 avril)[note 31].
- Bataille de Fort Pillow (12 avril)[note 30].
- Bataille de Blair's Landing (12 avril)[note 29].
- Bataille de Poison Spring (18 avril)[note 31].
- Bataille de Monett's Ferry (23 avril)[note 29].
- Bataille de Marks' Mills (25 avril)[note 31].
- Bataille de Jenkins' Ferry (30 avril)[note 31].
- Expédition de Yazoo City (4 - 21 mai 1864)
- Bataille de la Wilderness (5 mai)[note 32].
- Bataille d'Albemarle Sound (5 mai).
- Bataille de Port Walthall Junction (6 - 7 mai)[note 33].
- Bataille de Todd's Tavern (7 mai).
- Bataille de Laurel Hill (8 mai).
- Bataille de Cloyd's Mountain (9 mai)[note 34].
- Bataille de Swift Creek (9 mai)[note 33].
- Bataille de Cove Mountain (10 mai)[note 34].
- Bataille de Chester Station (10 mai)[note 33].
- Bataille de Yellow Tavern (11 mai)[note 32].
- Bataille de Rocky Face Ridge (7 - 13 mai)[note 35].
- Bataille de Resaca (13 mai)[note 35].
- Bataille de New Market (15 mai)[note 36]
- Bataille de Proctor's Creek (12 - 16 mai)[note 33]
- Seconde bataille de Drewry's Bluff (16 mai).
- Bataille de Mansura (16 mai)[note 29]
- Bataille d'Adairsville (17 mai)[note 35].
- Bataille de Yellow Bayou (18 mai)[note 29].
- Bataille de Cassville (19 mai).
- Bataille de Ware Bottom Church (20 mai)[note 33].
- Bataille de Spotsylvania Court House (8 - 21 mai)[note 32].
- Bataille de Wilson's Wharf (24 mai)[note 32].
- Bataille de North Anna (23 - 26 mai)[note 32].
- Bataille de New Hope Church (25 - 26 mai)[note 35].
- Bataille de Pickett's Mill (27 mai)[note 35].
- Bataille de Haw's Shop (28 mai)[note 32].
- Bataille de Dallas (28 mai)[note 35].
- Bataille de Totopotomoy Creek (28 - 30 mai)[note 32].
- Bataille d'Old Church (30 mai)[note 32].
- Bataille de Cold Harbor (31 mai - 12 juin)[note 32].
- Bataille de Piedmont (5 juin)[note 36].
- Première bataille de Petersburg (9 juin).
- Bataille de Brice's Crossroads (10 juin).
- Bataille de Trevilian Station (11 - 12 juin)[note 32].
- Seconde bataille de Petersburg (15 - 18 juin).
- Bataille de Lynchburg (17 juin)[note 36].
- Combat naval à Cherbourg (19 juin).
- Bataille de Kolb's Farm (22 juin)[note 35].
- Bataille de Jerusalem Plank Road (21 juin - 24 juin).
- Bataille de Saint Mary's Church (24 juin)[note 32].
- Bataille de Staunton River Bridge (25 juin)[note 37].
- Bataille de Kennesaw Mountain (27 juin)[note 35].
- Bataille de Sappony Church (28 juin)[note 37].
- Première bataille de Ream's Station (29 juin)[note 37].
- Bataille de Marietta (6 juin - 3 juillet)[note 35].
- Bataille de Pace's Ferry (5 juillet)[note 35].
- Bataille de Monocacy Junction (9 juillet)[note 36].
- Bataille de Fort Stevens (11 - 12 juillet)[note 36].
- Bataille de Tupelo (14 - 15 juillet).
- Bataille de Cool Spring (18 - 19 juillet)[note 36].
- Bataille de Rutherford's Farm (20 juillet)[note 36].
- Bataille de la Peachtree Creek (20 juillet)[note 35].
- Bataille d'Atlanta (22 juillet)[note 35].
- Seconde bataille de Kernstown (24 juillet)[note 36].
- Bataille de Killdeer Mountain (26 juillet).
- Première bataille de Deep Bottom (27 - 29 juillet).
- Bataille d'Ezra Church (28 juillet)[note 35].
- Bataille du Cratère (30 juillet).
- Bataille de Folck's Mill (1er août)[note 36].
- Bataille d'Utoy Creek (5 - 7 août)[note 35].
- Bataille de Moorefield (7 août)[note 36].
- Seconde bataille de Dalton (14 - 15 août)[note 35].
- Seconde bataille de Deep Bottom (14 - 20 août).
- Bataille de Guard Hill (16 août)[note 36].
- Bataille de Globe Tavern (18 - 21 août).
- Bataille de Lovejoy's Station (20 août)[note 35].
- Seconde bataille de Memphis (21 août).
- Bataille de Summit Point (21 août)[note 36].
- Bataille de la baie de Mobile (23 août).
- Seconde bataille de Ream's Station (25 août).
- Bataille de Smithfield Crossing (25 - 29 août)[note 36].
- Bataille de Jonesborough (31 août - 1er septembre)[note 35].
- Bataille de Berryville (3 - 4 septembre)[note 36].
- Troisième bataille de Winchester (19 septembre)[note 36].
- Bataille de Fisher's Hill (21 septembre)[note 36].
- Bataille de Marianna (27 septembre).
- Bataille de fort Davidson (27 septembre)[note 38].
- Bataille de Chaffin's Farm (29 - 30 septembre).
- Bataille de Peebles's Farm (30 septembre - 2 octobre).
- Première bataille de Saltville (1er - 3 octobre).
- Bataille d'Allatoona (5 octobre)[note 39].
- Bataille de Darbytown Road (7 octobre).
- Bataille de Tom's Brook (9 octobre)[note 36].
- Quatrième bataille de Boonville (11 octobre)[note 38].
- Bataille de Glasgow (15 octobre)[note 38].
- Bataille de Sedalia (15 octobre)[note 38].
- Seconde bataille de Lexington (19 octobre)[note 38].
- Bataille de Cedar Creek (19 octobre)[note 36].
- Bataille de Little Blue River (21 octobre)[note 38].
- Seconde bataille d'Independence (22 octobre)[note 38].
- Bataille de Byram's Ford (22 - 23 octobre)[note 38].
- Bataille de Westport (23 octobre)[note 38].
- Bataille de Marais des Cygnes (25 octobre)[note 38].
- Bataille de Mine Creek (25 octobre)[note 38].
- Bataille de Marmiton River (25 octobre)[note 38].
- Bataille de Decatur (26 - 29 octobre)[note 39].
- Bataille de Boydton Plank Road (27 - 28 octobre).
- Seconde bataille de Newtonia (28 octobre)[note 38].
- Bataille de Johnsonville (4 - 5 novembre)[note 39].
- Bataille de Bull's Gap (11 - 13 novembre).
- Marche de Sherman vers la mer (16 novembre).
- Bataille de Columbia (24 novembre)[note 39].
- Première bataille d'Adobe Walls (25 novembre).
- Bataille de Sand Creek (29 novembre).
- Bataille de Spring Hill (29 novembre)[note 39].
- Bataille de Franklin (30 novembre)[note 39].
- Bataille de Waynesboro, Géorgie (4 décembre).
- Troisième bataille de Murfreesboro (5 - 7 décembre)[note 39].
- Première bataille de Fort Fisher (7 - 27 décembre)[note 40].
- Expédition de Rainbow Bluff (9 décembre)[note 40].
- Bataille de Fort Branch (12 décembre)[note 40].
- Seconde bataille de Fort McAllister (13 décembre).
- Bataille de Nashville (15 - 16 décembre)[note 39].
- Seconde bataille de Saltville (20 - 21 décembre).

### 1865
- Seconde bataille de fort Fisher (15 janvier)[note 40].
- Bataille de Rivers' Bridge (3 février)[note 41].
- Bataille de Hatcher's Run (5 février).
- Bataille d'Aiken (11 février)[note 41].
- Bataille de Wilmington (22 février)[note 40].
- Bataille de Waynesboro (2 mars).
- Bataille de Natural Bridge (6 mars).
- Bataille de Wyse Fork (7 - 10 mars)[note 41].
- Bataille de Monroe's Cross Roads (10 mars)[note 41].
- Bataille d'Averasborough (16 mars)[note 41].
- Bataille de Bentonville (19 - 21 mars)[note 41].
- Bataille de fort Stedman (25 mars).
- Bataille de Lewis's Farm (29 mars)[note 42].
- Bataille de White Oak Road (en) (31 mars)[note 42].
- Bataille de Dinwiddie Court House (31 mars)[note 42].
- Bataille de Five Forks (1er avril)[note 42].
- Bataille d'Ebenezer Church (1er avril)[note 43].
- Bataille de Selma (2 avril)[note 43].
- Troisième bataille de Petersburg (2 avril)[note 42].
- Bataille de Sutherland's Station (en) (2 avril)[note 42].
- Bataille de Namozine Church (en) (3 avril)[note 42].
- Bataille d'Amelia Springs (en) (5 avril)[note 42].
- Bataille de Sayler's Creek (6 avril)[note 42].
- Bataille de Rice's Station (en) (6 avril)[note 42].
- Bataille de High Bridge (en) (6 - 7 avril)[note 42].
- Bataille de Cumberland Church (en) (7 avril)[note 42].
- Bataille de Spanish Fort (en) (27 mars - 8 avril).
- Bataille de Appomattox Station (en) (8 avril)[note 42].
- Bataille de Fort Blakely (en) (2 - 9 avril).
- Bataille d'Appomattox Courthouse (9 avril)[note 42].
- Bataille de West Point (16 avril)[note 43].
- Bataille de Columbus (en) (16 avril)[note 43].
- Bataille de Palmito Ranch (22 - 23 mai).

## Classement par État

### Alabama
- Bataille d'Athens
- Bataille de Day's Gap
- Bataille de Decatur
- Bataille de Fort Blakely
- Bataille de la baie de Mobile
- Bataille de Selma
- Bataille de Spanish Fort (en)

### Arizona
- Bataille de Picacho Pass
- Bataille de Stanwix Station
- Bataille de Tubac
- Bataille de Tucson

### Arkansas
- Bataille de l'Arkansas Post
- Bataille d'Ashley's Mills
- Bataille de Bayou Fourche
- Bataille de Brownsville
- Bataille de Cane Hill
- Bataille de Chalk Bluff
- Bataille de Devil's Backbone
- Bataille d'Elkin's Ferry
- Bataille d'Helena
- Bataille de Hill's Plantation
- Bataille de Jenkins' Ferry
- Bataille de Marks' Mills
- Bataille de Mount Elba
- Bataille d'Old River Lake (en)
- Bataille de Pea Ridge
- Bataille de Pine Bluff
- Bataille de Poison Spring
- Bataille de Prairie d'Ane
- Bataille de Prairie Grove
- Bataille de Reed's Bridge
- Bataille de Saint Charles
- Bataille de Whitney's Lane

### Caroline du Nord
- Bataille d'Albemarle Sound
- Bataille d'Averasborough
- Bataille de Bentonville
- Bataille de Fort Anderson
- Première bataille de Fort Fisher
- Seconde bataille de fort Fisher
- Bataille de Fort Macon
- Bataille de Goldsboro Bridge
- Bataille des Hatteras Inlet Batteries
- Bataille de Kinston
- Bataille de Monroe's Cross Roads
- Bataille de New Bern
- Bataille de Plymouth (en)
- Bataille de Roanoke Island
- Bataille de South Mills
- Bataille de Tranter's Creek
- Bataille de Washington
- Bataille de White Hall
- Bataille de Wilmington
- Bataille de Wyse Fork

### Caroline du Sud
- Première bataille de Charleston Harbor
- Seconde bataille de Charleston Harbor
- Première bataille de Fort Sumter
- Seconde bataille de Fort Sumter
- Bataille de Fort Wagner
- Bataille de Fort Wagner, Morris Island
- Bataille de Grimball's Landing
- Bataille de Honey Hill
- Bataille de Port Royal
- Bataille de Rivers' Bridge
- Bataille de Secessionville
- Bataille de Simmon's Bluff

### Colorado
- Bataille de Sand Creek

### Dakota du Nord
- Bataille de Big Mound
- Bataille de Dead Buffalo Lake
- Bataille de Killdeer Mountain
- Bataille de Stony Lake
- Bataille de Whitestone Hill

### Floride
- Bataille de Fort Brooke
- Bataille de Marianna
- Bataille de Natural Bridge
- Bataille d'Olustee
- Bataille de St. Johns Bluff
- Bataille de Santa Rosa Island
- Bataille de Tampa

### Géorgie
- Bataille d'Adairsville
- Bataille d'Allatoona
- Raid d'Andrews
- Bataille d'Atlanta
- Bataille de Brown's Mill
- Bataille de Buck Head Creek
- Bataille de Cassville
- Bataille de Chickamauga
- Bataille de Dallas
- Première bataille de Dalton
- Seconde bataille de Dalton
- Bataille de Davis' Cross Roads
- Bataille d'Ezra Church
- Première bataille de Fort McAllister
- Seconde bataille de Fort McAllister
- Bataille de Fort Pulaski
- Bataille de Griswoldville
- Bataille de Jonesborough
- Bataille de Kennesaw Mountain
- Bataille de Kolb's Farm
- Bataille de Lovejoy's Station
- Bataille de Marietta
- Bataille de New Hope Church
- Bataille de Pace's Ferry
- Bataille de la Peachtree Creek
- Bataille de Pickett's Mill
- Bataille de Resaca
- Bataille de Ringgold Gap
- Bataille de Rocky Face Ridge
- Bataille d'Utoy Creek
- Bataille de Waynesboro
- Bataille de West Point

### Idaho
- Bataille de Bear River

### Indiana
- Bataille de Corydon
- Raid de Hines
- Raid de Morgan
- Raid de Newburgh

### Kansas
- Bataille de Baxter Springs
- Bataille de Lawrence
- Bataille de Marais des Cygnes
- Bataille de Mine Creek

### Kentucky
- Bataille de Barbourville
- Bataille de Camp Wildcat
- Bataille de Cumberland Gap (juin 1862)
- Bataille de Cumberland Gap (1863)
- Bataille de Cynthiana
- Bataille d'Ivy Mountain
- Bataille de Lebanon
- Bataille de Middle Creek
- Bataille de Mill Springs
- Bataille de Munfordville
- Bataille de Paducah
- Bataille de Perryville
- Bataille de Richmond
- Bataille de Rowlett's Station
- Bataille de Salyersville
- Bataille de Somerset
- Bataille de Tebbs Bend

### Louisiane
- Bataille de Baton Rouge
- Bataille de Bayou Bourbeux
- Bataille de Blair's Landing
- Première bataille de Donaldsonville
- Seconde bataille de Donaldsonville
- Bataille de Fort Bisland
- Bataille de Fort De Russy
- Bataille de Forts Jackson et St. Philip
- Bataille de Georgia Landing
- Bataille de Goodrich's Landing
- Bataille d'Irish Bend
- Bataille de Kock's Plantation
- Bataille de LaFourche Crossing
- Bataille de Mansfield
- Bataille de Mansura
- Bataille de Milliken's Bend
- Bataille de Monett's Ferry
- Bataille de La Nouvelle-Orléans
- Bataille de Plains Store
- Bataille de Pleasant Hill
- Bataille de Port Hudson
- Bataille de Stirling's Plantation
- Bataille de Vermillion Bayou
- Expédition de Yazoo City
- Bataille de Yellow Bayou

### Maine
- Bataille de Portland Harbor

### Maryland
- Bataille d'Antietam
- Bataille de Boonsborough
- Bataille de Folck's Mill
- Bataille de Hancock
- Bataille de Monocacy Junction
- Bataille de South Mountain
- Bataille de Williamsport

### Minnesota
- Bataille de Fort Ridgely
- Bataille de Wood Lake

### Mississippi
- Bataille de Big Black River Bridge
- Bataille de Brice's Crossroads
- Bataille de Champion Hill
- Bataille de Chickasaw Bayou
- Bataille de Coffeeville
- Première bataille de Corinth
- Seconde bataille de Corinth
- Bataille de Grand Gulf
- Bataille d'Island Number Ten
- Bataille d'Iuka
- Bataille de Jackson
- Bataille de Meridian
- Bataille d'Okolona
- Bataille de Port Gibson
- Bataille de Raymond
- Bataille de Snyder's Bluff
- Bataille de Tupelo
- Bataille de Vicksburg

### Missouri
- Bataille d'Athens
- Bataille de Belmont
- Bataille de Boonville
- Bataille de Byram's Ford
- Bataille de Cape Girardeau
- Bataille de Carthage
- Bataille de Clark's Mill
- Bataille de Cole Camp
- Bataille de Dry Wood Creek
- Bataille de fort Davidson
- Bataille de Fredericktown
- Bataille de Glasgow
- Bataille de Hartville
- Première bataille d'Independence
- Seconde bataille d'Independence
- Bataille de Kirksville
- Première bataille de Lexington
- Seconde bataille de Lexington
- Bataille de Liberty
- Bataille de Little Blue River
- Bataille de Lone Jack
- Bataille de Marmiton River
- Bataille de Mount Zion Church
- Bataille de New Madrid
- Première bataille de Newtonia
- Seconde bataille de Newtonia
- Bataille de Roan's Tan Yard
- Première bataille de Springfield
- Seconde bataille de Springfield
- Bataille de Westport
- Bataille de Wilson's Creek

### Nouveau-Mexique
- Bataille de Canada Alamosa
- Bataille de Cookes Canyon
- Bataille des Florida Mountains
- Bataille des Gallinas
- Bataille de Glorieta Pass
- Première bataille de Mesilla
- Seconde bataille de Mesilla
- Bataille de Valverde
- Bataille de Peralta

### Ohio
- Bataille de Buffington Island
- Bataille de fort Fizzle
- Bataille de Salineville

### Pennsylvanie
- Bataille de Carlisle
- Bataille de Fairfield
- Bataille de Gettysburg
- Bataille de Sporting Hill
- Bataille de Hanover
- Bataille de Hunterstown

### Tennessee
- Bataille de Bean's Station
- Bataille de Blountsville
- Bataille de Blue Springs
- Bataille de Brentwood
- Bataille de Bull's Gap
- Bataille de Campbell's Station
- Première bataille de Chattanooga
- Seconde bataille de Chattanooga
- Troisième bataille de Chattanooga
- Première bataille de Collierville
- Deuxième bataille de Collierville
- Bataille de Columbia
- Bataille de Dandridge
- Bataille de Dover
- Bataille de Fair Garden
- Bataille de Fort Donelson
- Bataille de Fort Henry
- Bataille de Fort Pillow
- Bataille de Fort Sanders
- Première bataille de Franklin
- Seconde bataille de Franklin
- Bataille de Hartsville
- Bataille de Hatchie's Bridge
- Bataille de Hoover's Gap
- Bataille d'Island Number Ten
- Bataille de Jackson
- Bataille de Johnsonville
- Bataille de Lebanon
- Première bataille de Memphis
- Seconde bataille de Memphis
- Bataille de Mossy Creek
- Première bataille de Murfreesboro
- Troisième bataille de Murfreesboro
- Bataille de Nashville
- Bataille de Parker's Cross Roads
- Bataille de Shiloh
- Bataille de Spring Hill
- Bataille de la Stones River
- Bataille de Thompson's Station
- Bataille de Vaught's Hill
- Bataille de Wauhatchie

### Territoire indien(aujourd'hui partie de l'Oklahoma)
- Bataille de Cabin Creek
- Bataille de Chustenahlah
- Bataille de Chusto-Talasah
- Bataille d'Honey Springs
- Bataille de Middle Boggy Depot
- Bataille d'Old Fort Wayne
- Bataille de Perryville
- Bataille de Round Mountain

### Texas
- Bataille de Brownsville
- Bataille de fort Esperanza
- Première bataille de Galveston
- Seconde bataille de Galveston
- Bataille de Mustang Island
- Bataille de Palmito Ranch
- Première bataille de Sabine Pass
- Seconde bataille de Sabine Pass

### Vermont
- Raid de St. Albans

### Virginie
- Bataille d'Aldie
- Bataille d'Amelia Springs
- Bataille d'Appomattox Court House
- Bataille d'Appomattox Station
- Bataille d'Aquia Creek
- Première bataille d'Auburn
- Seconde bataille d'Auburn
- Bataille de Ball's Bluff
- Bataille de Beaver Dam Creek
- Bataille de Berryville
- Bataille de Big Bethel
- Bataille de Blackburn's Ford
- Bataille de Boydton Plank Road
- Bataille de Brandy Station
- Bataille de Bristoe Station
- Bataille de Buckland Mills
- Première bataille de Bull Run
- Seconde bataille de Bull Run
- Bataille de Cedar Creek
- Bataille de Cedar Mountain
- Bataille de Chaffin's Farm
- Bataille de Chancellorsville
- Bataille de Chantilly
- Bataille de Chester Station
- Bataille de Cloyd's Mountain
- Bataille de Cockpit Point
- Bataille de Cold Harbor
- Bataille de Cool Spring
- Bataille de Cove Mountain
- Bataille du Cratère
- Bataille de Cross Keys
- Bataille de Cumberland Church
- Bataille de Darbytown and New Market
- Bataille de Darbytown Road
- Première bataille de Deep Bottom
- Seconde bataille de Deep Bottom
- Bataille de Dinwiddie Court House
- Bataille de Dranesville
- Bataille de Drewry's Bluff
- Seconde bataille de Drewry's Bluff
- Bataille d'Eltham's Landing
- Première bataille de Fairfax Court House
- Seconde bataille de Fairfax Court House
- Bataille de Fair Oaks & Darbytown Road
- Bataille de Fisher's Hill
- Bataille de Five Forks
- Bataille de fort Stedman
- Bataille de Franklin's Crossing
- Expédition conjointe contre Franklin
- Première bataille de Fredericksburg
- Seconde bataille de Fredericksburg
- Bataille de Front Royal
- Bataille de Gaines's Mill
- Bataille de Garnett's & Golding's Farm
- Bataille de Glendale
- Bataille de Globe Tavern
- Bataille de Good's Farm
- Bataille de Guard Hill
- Combat de Hampton Roads
- Bataille d'Hanover Courthouse
- Bataille d'Hatcher's Run
- Bataille d'Haw's Shop
- Bataille d'High Bridge
- Bataille de Jerusalem Plank Road
- Bataille de Kelly's Ford
- Première bataille de Kernstown
- Seconde bataille de Kernstown
- Bataille de Lewinsville
- Bataille de Lewis's Farm
- Bataille de Lynchburg
- Bataille de Malvern Hill
- Bataille de Manassas Gap
- Bataille de Manassas Station Ops.
- Bataille de Marion
- Bataille de McDowell
- Bataille de Middleburg
- Bataille de Mine Run
- Bataille de Morton's Ford
- Bataille de Namozine Church
- Bataille de New Market
- Bataille de North Anna
- Bataille d'Oak Grove
- Bataille d'Old Church
- Bataille d'Opequon
- Bataille de Peebles's Farm
- Première bataille de Petersburg
- Seconde bataille de Petersburg
- Troisième bataille de Petersburg
- Bataille de Piedmont
- Bataille de Port Republic
- Bataille de Port Walthall Junction
- Bataille de Proctor's Creek
- Première bataille de Rappahannock Station
- Seconde bataille de Rappahannock Station
- Première bataille de Ream's Station
- Seconde bataille de Ream's Station
- Bataille de Rice's Station
- Bataille de Rio Hill
- Bataille de Rutherford's Farm
- Bataille de Saint Mary's Church
- Bataille de Salem Church
- Première bataille de Saltville
- Seconde bataille de Saltville
- Bataille de Sappony Church
- Bataille de Savage's Station
- Bataille de Sayler's Creek
- Bataille de Seven Pines
- Bataille de Sewell's Point
- Bataille de Spotsylvania Court House
- Bataille de Staunton River Bridge
- Bataille de Suffolk
- Bataille de Sutherland's Station
- Bataille de Swift Creek
- Bataille de Thoroughfare Gap
- Bataille de Todd's Tavern
- Bataille de Tom's Brook
- Bataille de Totopotomoy Creek
- Bataille de Trevilian Station
- Bataille de Upperville
- Bataille de Walkerton
- Bataille de Ware Bottom Church
- Bataille de Waynesboro
- Bataille de White Oak Road
- Bataille de White Oak Swamp
- Bataille de la Wilderness
- Bataille de Williamsburg
- Bataille de Wilson's Wharf
- Première bataille de Winchester
- Seconde bataille de Winchester
- Bataille de Yellow Tavern
- Bataille de Yorktown

### Virginie-Occidentale
- Bataille de Bolivar Heights
- Bataille de Camp Alleghany
- Bataille de Carnifex Ferry
- Bataille de Charleston
- Bataille de Cheat Mountain
- Bataille de Corrick's Ford
- Bataille de Droop Mountain
- Bataille de Greenbrier River
- Bataille de Harpers Ferry
- Bataille d'Hoke's Run
- Bataille de Kessler's Cross Lanes
- Bataille de Moorefield
- Bataille de Philippi Races
- Bataille de Princeton Court House
- Bataille de Rich Mountain
- Bataille de Shepherdstown
- Bataille de Smithfield Crossing
- Bataille de Summit Point

### Washington
- Bataille de Fort Stevens